# Війни за незалежність іспанських колоній в Америці

Процес проголошення незалежності в Іспанській Америці. Червоним позначено території роялістів

Війна́ за незале́жність іспа́нських коло́ній в Аме́риці (1810—1826) — війна, що привела до незалежності від Іспанії її американських колоній: сучасних Мексики, Венесуели, Перу, Чилі, Болівії, Аргентини й інших.

## Персоналії
- Сімон Болівар
- Франсіско Міранда
- Хосе Сан-Мартін
- Антоніо Хосе Сукре
- Скибицький Михайло Карлович

## Передумови
Війна була спричинена невдоволенням широких шарів населення політикою метрополії: широкими заборонами, дискримінацією, високими податками, що гальмували економічний розвиток колоній. Початку війни сприяло також пробудження національної самосвідомості, вплив Війни за незалежність США, Великої французької революції, повстання рабів у Сан-Домінго (1791—1803).
Поштовхом до початку війни послужили події в Іспанії 1808 року, що йшли слідом за вторгненням військ Наполеона і призвели до залежності країни від Франції.
Очолювали рух за незалежність ватажки креолів — нащадків перших європейських переселенців, які відчували себе вже американцями і прагнули самі визначати долю своєї батьківщини. Створені революціонерами таємні спілки й масонські ложі друкували і поширювали книжки та часописи з новинами з Європи і закликами до незалежності від метрополії. Ватажок венесуельських масонів Франсіско де Міранда, який брав участь у Війні за незалежність США та став генералом французької республіканської армії, намагався здобути підтримку великих держав. Його пропозиції зацікавили лише Британію. Вона допомогла Міранді і зібраному ним загону дістатися узбережжя Венесуели. Проте місцеві мешканці на заклики революціонерів не відгукнулися, й іспанці змусили їх відступити. Самі британці в цей час захопили Буенос-Айрес, а потім Монтевідео. Іспанська влада майже не чинила спротиву. Але на захист своєї батьківщини стали креоли, які розгромили 12-тисячну армію інтервентів.
Невдовзі стало зрозуміло, що й господарство колоній насправді дуже мало залежить від торгівлі з метрополією. Після знищення під Трафальгаром іспанського флоту кількість кораблів, які відвідували Новий Світ, і обсяг ввезених ними товарів скоротилися одразу в кілька разів — але колонії впоралися з труднощами самотужки.
У 1809 році відбулись заворушення в Чукісаку (нині Сукре), Ла-Пасі й інших районах Верхнього Перу (нині Болівія), у Кіто, виникла антиіспанська змова у Вальядоліді (нині Морелія, Мексика). Хоча повстанці ніде не мали успіху, ситуація в колоніях різко загострилась. Коли до Іспанії увійшли французькі війська (початок 1810), а Наполеон I віддав її корону своєму брату Жозефу, прихильники Бурбонів самі були змушені шукати підтримки з боку заокеанських підданих — і навіть пообіцяли їм рівні права з іспанцями. Проте мешканці Нового Світу вимагали більшого.

## Перебіг війни

1 січня 1820 Рафаель Рієго очолив повстання іспанських експедиційних сил, які будуть направлені до Америки

Влітку 1810 року заворушення охопили найбільші міста південноамериканських колоній — Буенос-Айрес, Каракас, Кіто, Боготу. Їхні учасники усували від влади намісників та створювали тимчасові уряди, або ж хунти, які складалися з місцевих мешканців. У Венесуелі був скликаний
Національний конгресс, який 5 липня 1811 року проголосив незалежність від Іспанії. Невдовзі про самостійність заявила також Нова Гранада, а трохи згодом — Нова Іспанія і Парагвай. До того ж іспанці втратили контроль також над Ла-Платою і Уругваєм. Проте після перемоги над Наполеоном I і завершення війни в Європі загальна ситуація змінилася на користь роялістів. До кінця 1815 року іспанці повернули під свою владу більшість американських колоній. Самостійність вдалося зберегти лише Парагваю та Ла-Платі. .
У 1816 році розпочався другий етап війни. Війська під керівництвом Сімон Болівара звільнили від іспанського володарювання в 1819 році Нову Гранаду, у 1821 Венесуелу, у 1822 році Кіто, під керівництвом Хосе де Сан-Мартіна — у 1816 році Ла-Плату, у 1818 Чилі, у 1821 році Нижнє Перу. У 1821 році було ліквідовано іспанське панування в Мексиці, у 1824—1826 роках під керівництвом Сукре розбиті останні іспанські гарнізони у Верхньому Перу.
У результаті війни всі іспанські колонії в Америці, окрім Куби та Пуерто-Рико, здобули незалежність.

### 1810—1815

#### Венесуела й Нова Гранада
19 квітня 1810 року спалахнуло повстання в Каракасі, до влади прийшла Верховна урядова хунта. 2 березня 1811 року відкрився Національний конгрес, який 5 липня 1811 року проголосив незалежність Венесуели та 21 грудня 1811 року ухвалив республіканську конституцію.
У зв'язку з наступом іспанських військ, у квітні 1812 року головнокомандувачем збройними силами республіки було призначено Франсіско де Міранда, але після низки військових невдач він капітулював.
Майже одночасно з Венесуелою революційний рух охопив Нову Гранаду (нині Колумбія). 20 липня 1810 року в її столиці Боготі почалось повстання, а 30 березня 1811 року було оголошено про створення «Держави Кундинамарки», президентом якої став А. Нариньйо. Інші провінції в листопаді 1811 року об'єднались у конфедерацію Сполучених провінцій Нової Гранади з центром у Картахені. За підтримки урядів конфедерації та Кундинамарки була звільнена значна частина Венесуели, і в серпні 1813 року утворена друга Венесуельська республіка на чолі з Сімоном Боліваром. Проте й вона до завершення 1814 року пала під натиском іспанців, які спирались на підтримку напівдиких пастухів-льянеро під проводом Бовеса. До травня 1816 року експедиційний корпус Морільйо відновив владу Іспанії і в Новій Гранаді.

#### Ріо-де-ла-Плата
У столиці віце-королівства Ріо-де-ла-Плати Буенос-Айресі патріоти 25 травня 1810 року усунули віце-короля Кіснереса й започаткували Тимчасову урядову хунту на чолі з К. Сааведрою. Її спроби підкорити всю територію Ріо-де-ла-Плати наштовхнулись на опір окремих провінцій. У Парагваї місцеве ополчення розбило армію Буенос-Айреса під командуванням М. Бельграно (січень 1811). У травні 1811 року там було усунуто колоніальну адміністрацію, а в 1813 році встановлено республіканський стрій. У 1814 році «Верховним диктатором республіки» став доктор Х. Г. Франсіа. Населення Східного Берега (нині Уругвай) під керівництвом Х. Х. Артігаса з лютого 1811 року вело боротьбу проти іспанських, а потім португальських військ, що вторглись із Бразилії. Ця боротьба ускладнювалась протиріччями між уругвайцями, які прагнули до створення лаплатської федерації автономних провінцій, і Буенос-Айресом, який домагався утворення унітарної держави. Делегати Східного Берега не були допущені на Генеральну конституційну асамблею Об'єднаних провінцій Ріо-де-ла-Плати (січень 1813), а до початку 1815 року протиріччя вилились у збройних конфлікт. Армія Буенос-Айреса неодноразово зазнавала поразок у Верхньому Перу.

#### Чилі
У Чилі 18 вересня 1810 року був усунутий генерал-капітан, а його функції передані Урядовій хунті. Проте остання не наважувалась на повний розрив з Іспанією, чого вимагало радикальне крило патріотів. Користуючись цими суперечностями, іспанці перекинули підкріплення з Перу, і в жовтні 1814 року розгромили чилійців у битві при Ранкагуа. Невдовзі в країні було реставровано колоніальний режим.

#### Нова Іспанія
У Новій Іспанії (нині Мексика) повстання, що почалось 16 вересня 1810 року, очолив священик Мігель Ідальго. Упродовж місяця інсургенти зайняли велику територію, й наприкінці жовтня їхня 80-тисячна армія підійшла до Мехіко. Але Ідальго не наважився на штурм міста і рушив на Гвадалахару, де видав декрети про звільнення рабів, скасування подушного податку, ліквідацію торгових монополій, повернення індіанцям забраних земель. Ці заходи спонукали більшу частину креольських землевласників і купців, багатьох чиновників та офіцерів, брати участь у повстанні, перейти на бік іспанців, що полегшило розгром революційної армії (початок 1811); її керівників було взято в полон і страчено. Але невдовзі патріоти на чолі зі священиком Хосе Марія Мрелосом відновили боротьбу й досягли серйозних успіхів. Національний конгрес у Чільпансінго 6 листопада 1813 проголосив незалежність Нової Іспанії, а 22 жовтня 1814 в Апацингані прийняв конституцію, яка запроваджувала республіканський устрій та декларувала рівність громадян перед законом, свободу слова й друку. Лише до кінця 1815 року роялістам вдалось розсіяти головні сили повстанців і розправитись з Морелосом. До того часу в більшій частині Іспанської Америки, за винятком Ріо-де-ла-Плати, була відновлена влада метрополії.

### 1816—2012

#### Венесуела і Нова Гранада (1816—1822)
З 1816 року в Південній Америці почався новий підйом визвольного руху. Упродовж 1817—1818 років загони Болівара звільнили значну частину Венесуели. Цьому сприяли скасування рабства (1816), декрети про конфіскацію майна іспанської корони та роялістів, про надання землі солдатам визвольної армії (вересень–жовтень 1817), а також перехід льянеро під командуванням Паеса на бік інсургентів і приєднання до них багатьох колишніх рабів. Скликаний 15 лютого 1819 року в Ангостурі (нині С'юдад-Болівар) Національний конгрес знову декларував незалежність Венесуели, після чого війська Болівара перейшли через Анди й 7 серпня 1819 року здобули перемогу над іспанцями на річці Бояка, а потім вступили до Боготи, завершивши звільнення більшої частини Нової Гранади. У грудні 1819 року Ангостурський конгрес прийняв Основний закон, що передбачав об'єднання Венесуели, Нової Гранади й Кіто (нині Еквадор) у федеративну республіку Колумбію (в літературі часто іменується Великою Колумбією). 27 лютого 1820 року асамблея Нової Гранади ухвалила це рішення. Завдавши поразки іспанським військам при Карабобо (24 червня 1821), патріоти завершили розгром їхніх головних сил у Венесуелі. 30 серпня 1821 року Установчі збори у Кукуті прийняли конституцію Колумбії, що проголосила повну незалежність, й обрали президентом Болівара. У жовтні колумбійці заволоділи останнім укріпленням ворога на узбережжі Нової Гранади — Картахеною, а в листопаді була очищена від супротивника Панама. У травні 1822 року до Колумбії приєдналась територія Кіто.

#### Ріо-де-ла-Плата й Чилі (1816—1818)
На півдні континенту конгрес Об'єднаних провінцій Ріо-де-ла-Плати в Тукумані 9 липня 1816 року оголосив про їхню незалежність. За мовчазної згоди буенос-айреського уряду португальці в серпні вторглись до Східної провінції (найменування Східного Берега з 1815) і частково окупували її. Зламавши опір загонів Артігаса, вони приєднали країну до Бразилії (1821). На початку 1817 року Андська армія Хосе де Сан-Мартіна здійснила перехід через Анди й 12 лютого 1817 року розгромила іспанські війська в битві при Чакабуко (Чилі). Обраний верховним правителем Хіггінс 12 лютого 1818 року декларував незалежність Чилі, остаточно закріплену в результаті перемоги патріотів при Майпу (5 квітня 1818).

#### Перу (1820—1822)
У вересні 1820 року війська Сан-Мартіна висадились у Перу й до липня 1821 року звільнили значну частину країни. Її незалежність була проголошена в Лімі 28 липня 1821 року, а Сан-Мартін став «протектором» нової держави. Щоб завершити звільнення Перу, він намагався заручитись допомогою Колумбії. Але його перемовини з Боліваром у Гуаякілі (26–27 липня 1822) не призвели до угоди, після чого Сан-Мартін склав свої повноваження перед перуанським конгресом (20 вересня 1822), а згодом виїхав до Європи.

#### Нова Іспаніяй Центральна Америка (1816—1824)
У Новій Іспанії під впливом революції 1820 в метрополії та успіхів південноамериканських колоній намітився підйом визвольного руху. Консервативна еліта на чолі з Ітурбіде, бажаючи зберегти колишні порядки, стала домагатись відокремлення від революційної Іспанії. За кілька місяців армія Ітурбіде зайняла майже всі крупні центри і вступила до Мехіко, де 28 вересня 1821 року було проголошено створення незалежної Мексиканської імперії. У травні 1822 року Ітурбіде оголосив себе імператором Августином I. Але імперія виявилась нетривалою, та після її краху (березень 1823) утвердилась республіканська система, закріплена конституцією 1824 року. Після завоювання незалежності низкою іспанських колоній активізувався визвольний рух у генерал-капітанстві Гватемала. 15 вересня 1821 року в його столиці було оголошено про відокремлення від метрополії. Проте в липні 1822 року мексиканський конгрес заявив про включення Центральної Америки до складу імперії Ітурбіде, а до початку 1823 року її анексія в основному завершилась. Із крахом імперії Установчі збори представників провінцій колишнього генерал-капітанства 1 липня 1823 року декларували утворення незалежної федеративної республіки Сполучених провінцій Центральної Америки (за конституцією 1824 року — Федерація Центральної Америки).

#### Перу (1824—1826)
До початку 1824 року останнім оплотом іспанського володарювання на американському континенті залишалось Перу, де діями інсургентів керував Болівар, якого перуанський конгрес 10 лютого 1824 року призначив диктатором, вручивши йому необмежену військову й цивільну владу. Сформувавши численну боєздатну армію, він 6 серпня 1824 року завдав поразки іспанцям при Хуніні, а 9 грудня 1824 року їхнє останнє крупне угрупування було розбито військами Антоніо Хосе де Сукре в битві при Аякучо. У лютому 1825 року армія Сукре звільнила Верхнє Перу. Його суверенітет проголосили 6 серпня 1825 року в Чукісаку. Установчі збори, які передали верховну владу Болівару, на честь якого нова республіка отримала назву Болівія.
Невдовзі були ліквідовані решта осередків спротиву іспанців в Америці: у листопаді 1825 року капітулював гарнізон Сан-Хуан-де-Улуа (Мексика), а в січні 1826 — фортеця Кальяо та іспанські сили на острові Чілое.

## Після війни

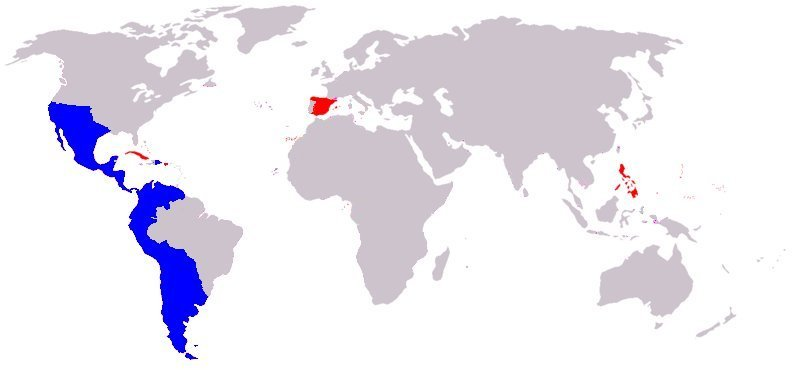
Карта територій, що стали незалежними під час цих воєн (сині)

В результаті війни за незалежність американські володіння Іспанії (окрім Куби та Пуерто-Рико) позбавились колоніального ярма і стали суверенними державами. В ході війни виникли республіки: Мексиканські Сполучені Штати, Федерація Центральної Америки, Колумбія, Перу, Чилі, Болівія. Пізніше цей процес завершився в регіоні Ріо-де-ла-Плати, за винятком Парагваю, який здобув незалежність ще в 1811 році. Об'єднані провінції Ріо-де-ла-Плати на початку 1820 року фактично розпались. Тільки 6 лютого 1826 року Установчий конгрес в Буенос-Айресі прийняв закон про створення їхнього спільного уряду, а 24 грудня 1826 року затвердив конституцію Аргентини (так почали називатись Об'єднані провінції Ріо-де-ла-Плати). Уругвайські патріоти тільки в 1828 році домоглись визнання своєї державності (відповідно до конституції 1830 року — Східна республіка Уругвай).
В результаті визвольної війни 1810—1826 років було покінчено з монополіями, заборонами та регламентацією, що сковували економічний розвиток колоній, створені сприятливіші умови для залучення Іспанської Америки до системи світового господарства. Були скасовані подушний податок і трудова повинність корінного населення, у більшості країн ліквідовано рабство. У державах, що знову виникли, було встановлено республіканський, парламентський стрій і прийнято конституції. Важливе значення мали знищення інквізиції, скасування дворянських титулів та інших феодальних атрибутів. Війна за незалежність стимулювала зростання національної самосвідомості, прискорила формування і консолідацію латиноамериканських націй.